# قاعة المحكمة
قاعة المحكمة (بالإنجليزية: courtroom، بالفارسية: اتاق دادگاه): هي مكان مغلق تعقد فيه المحاكمات القانونية أمام القاضي. قد يتواجد عدد من قاعات المحكمة، في دار المحكمة. في السنوات الأخيرة، تم تجهيز قاعات المحكمة بتكنولوجيا سمعية وبصرية؛ للسماح لكل الحاضرين بسماع الشهادات ورؤية المعروضات بوضوح.